# Лебедевич, Иван Николаевич
Иван Николаевич Лебедевич — советский военный, государственный и политический деятель, генерал-лейтенант.

## Биография
Родился 11.02.1911 в деревне Сламище Белорусской ССР.
С 1933 года — на хозяйственной, общественной и политической работе. В 1933—1967 гг. — на политической работе в РККА, военный комиссар 1111-го стрелкового полка 330-й стрелковой дивизии, начальник политотдела 323-й стрелковой дивизии, на политической работе в Советской Армии, член Военного совета - начальник Политуправления Забайкальского военного округа, на ответственных должностях в Генеральном Штабе Советской Армии.
Избирался депутатом Верховного Совета РСФСР 6-го созыва.
Почётный гражданин города Брянска.
Умер 21.09.1973 в Москве.

## Награды
- Орден Отечественной войны I степени,
- два ордена Красного Знамени,
- орден Ленина.